# Giraldilla 2011
Die Giraldilla 2011 (auch Cuba International 2011 genannt) im Badminton fanden vom 24. bis zum 27. März 2011 in Havanna statt.

## Sieger und Platzierte
| Disziplin    | Gold                                  | Silber                            | Bronze                                 |
| ------------ | ------------------------------------- | --------------------------------- | -------------------------------------- |
| Herreneinzel | Arief Gifar Ramadhan                  | Osleni Guerrero                   | Alex Tjong                             |
| Herreneinzel | Arief Gifar Ramadhan                  | Osleni Guerrero                   | Mitchel Wongsodikromo                  |
| Dameneinzel  | Putri Muthia Restu Pangersa           | María de Lucia Hernández          | Lohaynny Vicente                       |
| Dameneinzel  | Putri Muthia Restu Pangersa           | María de Lucia Hernández          | Ayu Wanda Tika Wulandari               |
| Herrendoppel | Berry Angriawan Christopher Rusdianto | Luíz dos Santos Alex Tjong        | Freddy López Alberto Raposo            |
| Herrendoppel | Berry Angriawan Christopher Rusdianto | Luíz dos Santos Alex Tjong        | Job Castillo Salvador Sánchez Martínez |
| Damendoppel  | Dwi Agustiawati Ayu Rahmasari         | Cynthia González Victoria Montero | Lohaynny Vicente Luana Vicente         |
| Damendoppel  | Dwi Agustiawati Ayu Rahmasari         | Cynthia González Victoria Montero | Fabiana Silva Marina Eliezer           |
| Mixed        | Christopher Rusdianto Dwi Agustiawati | Berry Angriawan Ayu Rahmasari     | Nelson Javier Berónica Vivieca         |
| Mixed        | Christopher Rusdianto Dwi Agustiawati | Berry Angriawan Ayu Rahmasari     | Mauricio Casillas Mariana Ugalde       |